# La Petite Bande
Pour les articles homonymes, voir La Petite Bande (homonymie).
La Petite Bande (ou les Petits Violons) est un ensemble musical constitué en 1648 au sein de la  Musique de la Chambre attachée à la Maison du roi et confié en 1653 par Louis XIV à Jean-Baptiste Lully. L'ensemble plus souple est préféré aux Vingt-Quatre Violons du Roy pour animer les cérémonies plus privées.

## Historique
Constitué d'une dizaine de cordes en 1648 au sein de la  Musique de la Chambre attachée à la Maison du roi, l'ensemble musical de la Petite Bande constitue l'orchestre personnel du roi Louis XIV, réuni quand il avait environ 10 ans au Palais Royal, aux accents de laquelle il déjeunait et dansait. Il est confié en 1653 par Louis XIV à Jean-Baptiste Lully qu'il vient de nommer Compositeur de la musique instrumentale.
Le nombre de violons passe à vingt et un en 1665. Les critiques de Lully contre le jeu traditionnel des Vingt-Quatre Violons favorisent l'essor des Petits Violons, plus dociles à son goût encore italien.  

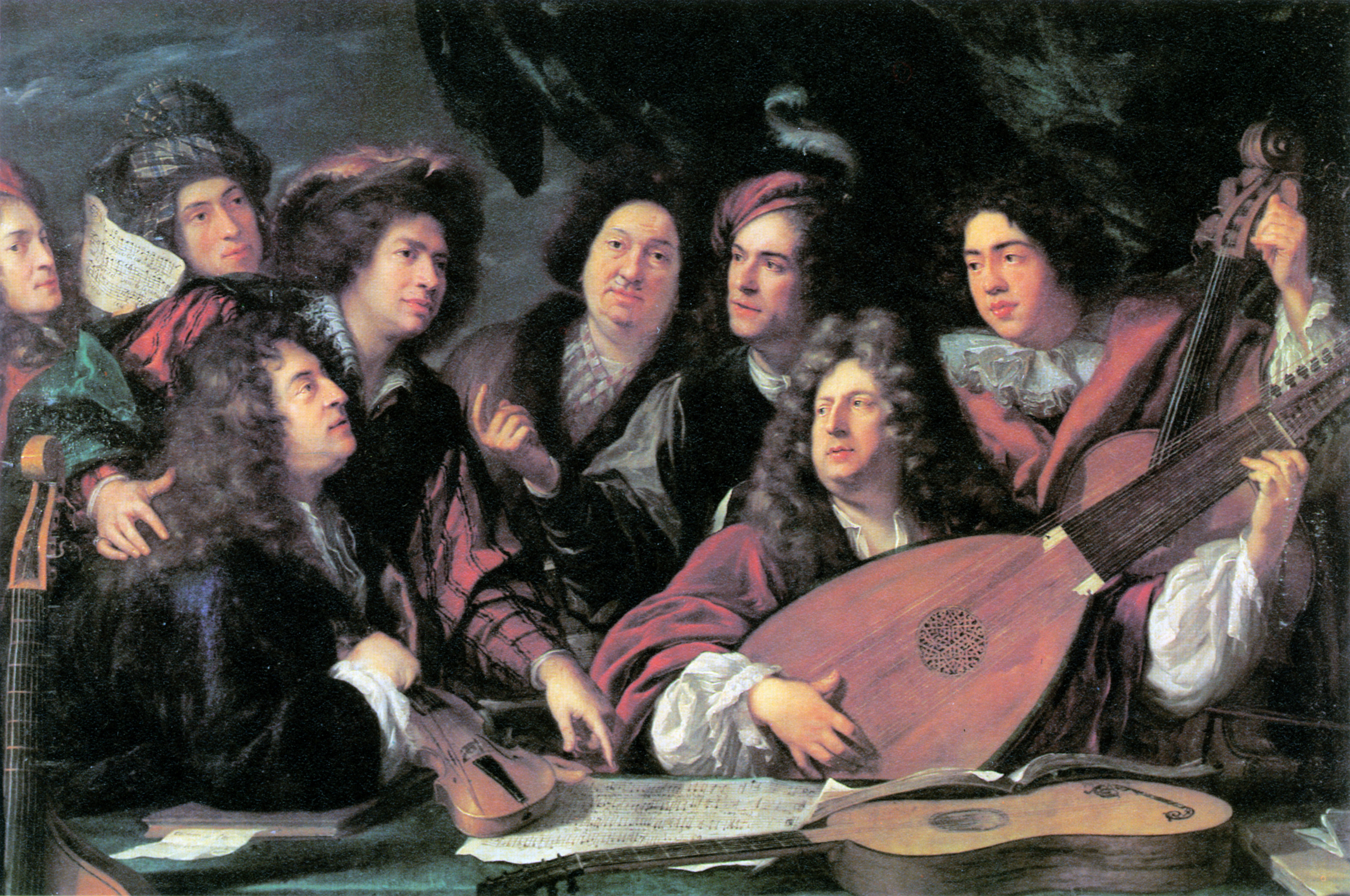
La Réunion de musiciens (huile sur toile de François Puget, 1688, musée du Louvre). Il a longtemps été admis que les deux personnages principaux étaient Jean-Baptiste Lully et Philippe Quinault alors qu'ils sont décédés en 1687 ; les autres sont les membres d'un petit groupe de musiciens avec violon, violoncelle et théorbe. Selon Jeanne Cheilan-Cambolin, ce serait des musiciens provençaux : Nicolas Besson, maître à danser avec sa pochette, Joseph Campra (frère d'André Campra) à la basse de violon, Pierre Gaultier, créateur de l'opéra de Marseille, au théorbe. A gauche, ce pourrait être François Puget lui-même et au centre Pierre Puget.

Jean-Baptiste Lully dirige la Petite Bande avec une certaine sévérité, interdisant improvisations, diminutions et initiatives personnelles. Fait rare pour l'époque, les instrumentistes sont membres quasi-permanents, ce qui permet à l'orchestre, grâce aussi au talent de Lully, d'acquérir une renommée égale aux Vingt-Quatre Violons du Roi.
Elle disparait avec la mort de Louis XIV.

## Anecdote
« La « Petite Bande » était aussi appelée « petits violons », ce qui joint à la légende d’un Lully, « petit marmiton, grand musicien » a pu laisser à penser au 19e siècle qu’il s’était agi d’un orchestre composé d’enfants, tel qu’il apparaît sur ce dessin de Georges Bertin Scott de Plagnolle (1873-1943) illustrant le cortège offert par la ville de Lille au président Sadi Carnot, à l’occasion de sa visite en octobre 1892 : « Cette reconstitution des instruments, dit M. Carnot, est une œuvre fort curieuse et qui mériterait, avec la description de vos costumes, les honneurs d’un livre ». »

— Les essentiels de la BnF